# Las Covachas de Sanlúcar de Barrameda

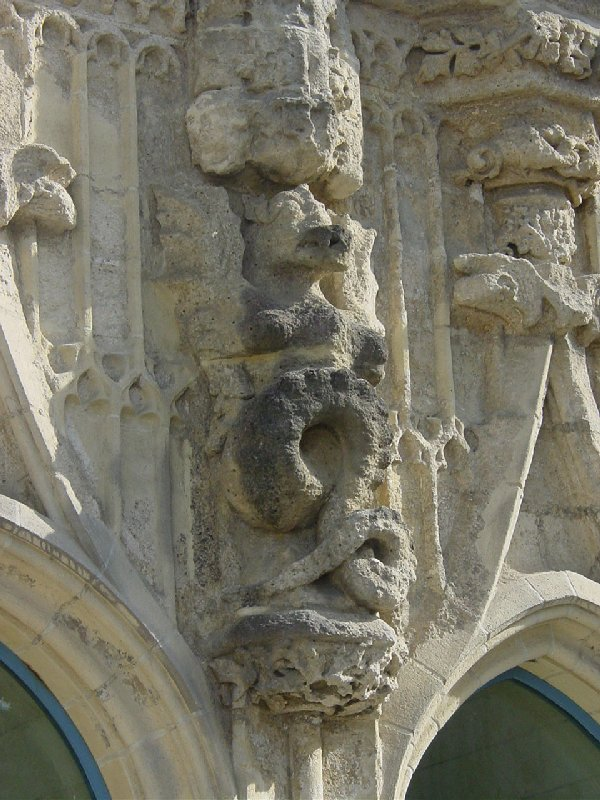
Detalle

Las Covachas o las Tiendas de las Sierpes es una lonja de mercaderes de estilo gótico situada en la Cuesta de Belén de la ciudad española de Sanlúcar de Barrameda (Cádiz) Las Covachas fueron declaradas Monumento Histórico-Artístico en 1978, junto con el Palacio de los duques de Medina Sidonia, edificio al que están adosadas. Forman parte del Conjunto histórico-artístico de Sanlúcar de Barrameda declarado como tal en 1973 y fueron declaradas Bien de Interés Cultural en el 2007.
Las Covachas son una galería porticada o logia formada por trece arcos ojivales que recaen sobre pilares, sobre cada uno de los cuales hay una sierpe o basilisco.
Las Covachas fueron construidas por Enrique Pérez de Guzmán y Meneses, II duque de Medina Sidonia, a finales del siglo XV junto a la alcaicería y a la calle de los bretones junto a la Puerta del Mar, en el Arrabal de la Ribera, que era la principal zonal comercial de Sanlúcar. El año 1539 se construyó sobre ellas una torre con escalera que fue derribada en 1867. En 1744, el concejo de la ciudad permutó a los monjes Jerónimos las Covachas, que le habían sido cedidas por fray Felipe de Guzmán, segundo hijo del sexto duque. A cambio de las Covachas, los Jerónimos recibieron la carnicería que existía en la calle Siete Revueltas. En el siglo XVIII junto a ellas se construyó un nuevo Mercado o Plaza de abastos. 
Con motivo de las obras de restauración que se realizaron a principios de los años 1980, se retiró parte del relleno de la gran explanada pública donde se sitúan, y que impedía la contemplación de la fachada completa del edificio. 
Actualmente está cerrado los lunes y los días festivos.